# خدمة التعريف البحري المتنقلة
خدمة التعريف البحري المتنقلة (MMSI) هو رمز متسلسل من تسعة خانات من الاتحاد الدولي للاتصالات للتعريف بمحطات الاتصال اللاسلكية للسفن ومحطات السفن الأرضية البحرية والمحطات الساحلية والمحطات الأرضية الساحلية والاتصال الجماعي بشكل فردي، يتم إرسالها رقميا عبر قناة تردد لاسلكي.
يتم تشكيل هذه الهويات بطريقة يمكن من خلالها استخدام الهوية لتحديد أماكن محطات الراديو ذات التردد العالي للسفن والتعرّف إليها رقميّاً كوسيلة اتصال بحري متنقلة، وتسمح بإجراء الاتصالات الهامة لاسلكيّاً من دون أي عوائق أو عراقيل.

## تصنيفات الخدمة
- رقم محطة سفينة. ويأتي عادة بالصيغة التالية:MIDxxxxxx
- رقم محطة أرضية لمجموعة من السفن. ويأتي عادة بالصيغة التالية :0MIDxxxxx
- رقم محطة ساحلية.:ويأتي عادة بالصيغة التالية 00MIDxxxx
- رقم لمجموعة من المحطات الأرضية الساحلية. ويأتي عادة بالصيغة التالية :00MID0000 أو :009990000
- رقم محطة على طائرة بحث و إنقاذ.:ويأتي عادة بالصيغة التالية :970YYxxxx
- رقم جهاز مساعد على السفينة.[2]

## وصلات خارجية
- قائمة الرموز المفتاحية من الاتحاد الدولي للاتصالات

لم يتم العثور على روابط لمواقع التواصل الاجتماعي.